# ۳۳۳ (پیش از میلاد)
۳۳۳ (پیش از میلاد) ۳۳۳مین سال قبل از تقویم میلادی است.

## رویدادها
نبرد ایسوس  بین سپاه اسکندر و داریوش رخ داد.